# Plecoptera geminilinea
Plecoptera geminilinea là một loài bướm đêm trong họ Erebidae.